# Le Vintrou
 Le Vintrou  es una población y comuna francesa, en la región de Mediodía-Pirineos, departamento de Tarn, en el distrito de Castres y cantón de Mazamet-Nord-Est.

## Demografía
| 134 | 106 | 62 | 85 | 85 | 70 |
| Para los censos de 1962 a 1999 la población legal corresponde a la población sin duplicidades (Fuente: INSEE [Consultar]) |     |    |    |    |    |